# Halcones Fútbol Club (México)
El Halcones Fútbol Club, antes llamado Club Deportivo Zap y también Halcones de Zapopan, es un equipo de fútbol que participó en la máxima categoría de la Liga de Balompié Mexicano entre octubre y diciembre de 2020, sin embargo, desde el 30 de julio de 2021 se encuentra afiliado a la Segunda División de México, en donde forma parte de la rama conocida como Serie A. Tiene su sede en la ciudad de Uruapan, Michoacán.

## Historia
En mayo de 2020 se da a conocer que el club Halcones de Zapopan buscaba ser uno de los equipos debutantes de la LBM. El equipo nace oficialmente el 12 de junio de 2020 como la novena franquicia fundadora de la nueva Liga de Balompié Mexicano. El 20 de junio se hizo oficial que el exfutbolista Jorge Hernández González sería el director técnico del equipo. El 18 de julio se anunció a Jesús Chávez como el primer jugador en la historia del club.
El 30 de diciembre del 2020 la directiva anunció que ya no participaría en la temporada de la LBM esperando una reestructuración de la liga para poder continuar en el siguiente ciclo futbolístico de esta competencia, posteriormente, el 12 de enero de 2021 el equipo se desvinculó completamente de la liga y se anunció que buscaría formar parte de algún otro circuito futbolístico diferente.
El 1 de junio de 2021 el equipo hizo oficial su cambio de nombre y sede, por lo que pasó a llamarse Club Deportivo Zap y se trasladó a Zapotlanejo, esto con el objetivo de buscar integrarse en la Liga Premier de México, tercera categoría de las competiciones de la Federación Mexicana de Fútbol.
El 30 de julio de 2021 se hizo oficial la incorporación del Club Deportivo Zap a la Liga Premier, siendo colocado en el Grupo 2 de la Serie A, rama principal de esta categoría.
El 25 de mayo de 2022 el equipo recuperó su nombre original, volviendo a llamarse Halcones de Zapopan, pero continuando con su afiliación a las competencias de la Federación Mexicana de Fútbol.
En junio de 2024 el equipo cambió de propietario, en consecuencia el nuevo dueño decidió renombrarlo como Halcones Fútbol Club, la nueva directiva tomó la decisión de abandonar el estado de Jalisco y reubicar al equipo en la ciudad de Querétaro.
El 20 de agosto de 2024 los Halcones lograron conquistar el primer título de su historia al ganar la edición inaugural de la Copa Promesas MX, un torneo de copa celebrado entre los equipos de la Liga MX Sub-19, la Liga Premier de México y la Liga TDP (Tercera División). El Halcones F.C. se hizo con el trofeo tras derrotar en penales al Santiago F.C. luego de empatar a cero goles en el tiempo reglamentario.
En julio de 2025 el equipo sufrió el tercer cambio de sede en su historia, abandonando la ciudad de Querétaro para establecerse en Uruapan, Michoacán, esto debido a decisiones operativas de los propietarios del club, ya que las escuadras de fuerzas básicas y femenil del club ya se encontraban establecidas esa ciudad, además de que la mayor parte de la estructura operativa de la compañía dueña del equipo se encuentra ubicada en esa entidad federativa.

## Estadio
El estadio de la Unidad Deportiva Hermanos López Rayón es una instalación deportiva localizada en la ciudad de Uruapan, Michoacán. Tiene una capacidad de 5000 espectadores y actualmente es la sede de los equipos Halcones Fútbol Club y Aguacateros Club Deportivo Uruapan de la Liga Premier del fútbol mexicano, además a lo largo de su historia ha albergado encuentros de otras categorías como la anterior Segunda División y de la Tercera División.
Durante su etapa en la Liga de Balompié Mexicano, el equipo jugaba sus partidos como local en el Estadio Tres de Marzo. el cual tiene una capacidad para albergar a 18,750 espectadores. Al cambiar su afiliación a la Femexfut y hasta 2024 el equipo jugaba sus partidos como local en el Estadio Municipal Miguel Hidalgo es un recinto dedicado al fútbol que está localizado en Zapotlanejo, Jalisco.
Entre 2024 y 2025 el equipo jugó sus partidos como local en el Estadio Olímpico Alameda ubicado en la ciudad de Querétaro.

## Indumentaria
La indumentaria local de los Halcones de Zapopan fue presentada el 14 de agosto del 2020, fue diseñada por Keuka, que diseño todos los uniformes del certamen, y fue muy bien recibida por la afición. Usa como color principal el azul y tiene vinilos de manchas de pintura de color rojo, naranja y amarillo con el halcón resaltado en azul. El cuello y las líneas laterales del uniforme son de color amarillo
La indumentaria de visitante fue presentada la noche de presentación de la Liga de Balompié Mexicano el 24 de septiembre de 2020. El color predominante es el Blanco con vivos en diseño de manchas de pintura azul, rojo, naranja y amarillo con el halcón resaltado en blanco. El cuello y las líneas laterales son de color azul.
Tras el cambio de nombre a Club Deportivo Zap, el equipo pasó a utilizar una camiseta a mitades negra y blanca, con pantalón y medias negras. Mientras que la segunda equipación fue totalmente blanca con una mancha dorada debajo del escudo.
En 2022 con el retorno a la denominación Halcones de Zapopan la indumentaria del club volvió a cambiar, se retomaron los colores y la marca utilizados durante la primera temporada del club, aunque con un ligero cambio en el diseño de los vinilos decorativos de ambas camisetas.

## Palmarés
| Competición nacional   | Títulos | Subcampeonatos |
| ---------------------- | ------- | -------------- |
| Copa Promesas MX (1/0) | 2024    |                |

## Temporadas
Club Deportivo Zap
| Temporada     | División          | Posición     |
| ------------- | ----------------- | ------------ |
| Apertura 2021 | 3.Segunda Serie A | 5.º Grupo II |
| Clausura 2022 | 3.Segunda Serie A | 6.º Grupo II |

Halcones de Zapopan
| Temporada     | División          | Posición      |
| ------------- | ----------------- | ------------- |
| Apertura 2022 | 3.Segunda Serie A | 8.º Grupo I   |
| Clausura 2023 | 3.Segunda Serie A | 10.º Grupo I  |
| 2023/2024     | 3.Segunda Serie A | 14.º Grupo II |

Halcones F.C.
| Temporada     | División          | Posición               |
| ------------- | ----------------- | ---------------------- |
| Apertura 2024 | 3.Segunda Serie A | 9.º Grupo II           |
| Clausura 2025 | 3.Segunda Serie A | 3.º Grupo II (Cuartos) |

### Filial
Halcones de Zapopan "B" / Halcones AFU
| Temporada | División           | Posición      |
| --------- | ------------------ | ------------- |
| 2022/2023 | 5.Tercera División | 7.º Grupo XIV |
| 2023/2024 | 5.Tercera División | 4.º Grupo XI  |